# Marker (Østfold)
Marker es un municipio de la provincia de Østfold, Noruega. Tiene una población de 3613 habitantes según el censo de 2015. El municipio se creó en 1964 al unirse a los antiguos municipios de Rødenes y Øymark. Limita con los municipios de Aremark, Rakkestad, Eidsberg y Rømskog, en el condado de Østfold, con Aurskog-Høland en el condado de Akershus y con Suecia. La ruta europea E-18 pasa por Marker. Su centro administrativo es el pueblo de Ørje
Sus principales atractivos turísticos son la fortaleza de Ørje y la de Basmo. La fortaleza de Basmo se encuentra en una montaña aislada entre los lagos Rødenessjøen y Hemnessjøen, al noroeste del municipio.

## Información general

### Etimología
El nombre de Marker en nórdico antiguo era Markir, el plural de mörk que significa «bosque».

### Escudo de armas
El escudo de armas de Marker data de tiempos modernos. Este le fue concedido el 16 de abril de 1982. El escudo muestra dos ganchos de madera color blanco sobre fondo azul. Estos son un tipo de gancho utilizado para guiar los troncos de árboles a través de los ríos. La mayor actividad económica del municipio es la silvicultura. Los dos ¨ganchos¨ también representan los dos pueblos (y antiguos municipios de Rødenes y Øymark. 